# Dinastia Chera
Dinastia Chera (sau Cēra) a fost o dinastie din perioada Sangam, care a unificat diverse regiuni ale coastei de vest ale Indiei și a Gaților de Vest din sudul acesteia pentru a forma imperiul timpuriu Chera. 
Țara Chera era bine poziționată din punct de vedere geografic pentru a profita de pe urma comerțului maritim prin intermediul rețelelor extinse din Oceanul Indian. Schimbul de condimente, în special de piper negru, cu comercianții din Orientul Mijlociu și cu greco-romanii sunt atestate în mai multe surse.   Se știe că dinastia Chera din perioada istorică timpurie (c. secolul al II-lea î.e.n. – secolul al treilea e.n.) și-au avut centrul inițial la Kuttanad în Kerala și porturile la Muchiri (Muziris) și Thondi (Tyndis) pe Coasta Oceanului Indian (Kerala) și Kongunadu. Ei au guvernat zona Coastei Malabar, între Alappuzha la sud și Kasaragod la nord. Regiunea din jurul Coimbatore a fost condusă de Chera în perioada Sangam între secolele I și al IV-lea d.Hr. și a servit drept intrare de est spre Trecătoarea Palakkad, principala rută comercială dintre Coasta Malabar și Tamil Nadu. Cu toate acestea, regiunea de sud a statului actual Kerala (coastă dintre Thiruvananthapuram și sudul Alappuzha) a fost condusă de dinastia Ay, care era mai înrudită cu dinastia Pandya din Madurai.
Statele timpurii dinainte de Pallava sunt adesea descrise ca „economii redistributive bazate pe rudenie”, în mare măsură modelate de „subzistența pastoral-agrară” și „politica de prădare”. Vechile inscripții de peșteră în scrierea Tamil Brahmi îl înfățișează pe Ilam Kadungo, fiul lui Perum Kadungo și nepotul lui Ko Athan Cheral din clanul Irumporai.  Portretele de pe monedele inscripționate cu legende în Brahmi dau mai multe nume din dinastia Chera, cu simbolurile Chera ale arcului și ale săgeții descrise pe revers. Antologiile timpurii de texte din perioada Sangham sunt o sursă majoră de informații despre începutul dinastiei Chera.  Conducătorul Cenguttuvan, sau Chera cel bun, este renumit pentru tradițiile din jurul lui Kannagi, personajul feminin principal al poemului epic Cilappatikaram din perioada Sangam.  După sfârșitul perioadei istorice timpurii, în jurul secolelor al III-lea - al V-lea d.Hr., pare să existe o perioadă în care puterea neamului Chera a scăzut considerabil.
Se știe că Chera din țara Kongu a controlat estul Keralei și doar câțiva kilometri din actuala parte vestică a statului indian Tamil Nadu în perioada medievală timpurie. Centrul Keralei din prezent și Kongu Chera s-au desprins în jurul secolelor al VIII-lea - al IX-lea d.Hr. pentru a forma regatul Chera Perumal și regatul Kongu Chera (aprox. secolele al IX-lea - al XII-lea e.n.). Natura exactă a relațiilor dintre diferitele ramuri ale conducătorilor Chera este neclară. După aceasta, părțile actuale ale Keralei și Kongunadu au devenit autonome. Unele dintre marile dinastii din sudul Indiei medievale - Chalukya, Pallava, Pandya, Rashtrakuta și Chola - pare că au cucerit țara Kongu Chera. Poporul Kongu Chera pare să fi fost absorbit în sistemul politic Pandya până în secolul al X-lea sau al XI-lea e.n. Chiar și după dizolvarea regatului Perumal, inscripțiile regale și subvențiile pentru templu, în special din afara Keralei propriu-zisă, au continuat să se refere la țară și la popor ca „Chera sau Kerala”.
Conducătorii din Venad (Venad Cheras sau „Kulasekharas”), cu sediul în portul Kollam din sudul Keralei, și-au revendicat proveniența de la zeitatea Perumal.  Cheranad era, de asemenea, numele unei provincii de altădată din regatul lui Zamorin din Calicut, care includea părți din actualele Tirurangadi și Tirur Taluks din districtul Malappuram.  Mai târziu a devenit un Taluk (diviziune administrativă) a districtului Malabar, când Malabar a intrat sub conducerea Indiei britanice.  Sediul Talukului Cheranad era orașul Tirurangadi.  Mai târziu, acest Taluk a fost fuzionat cu Eranad Taluk. 

## Etimologie
Termenul Chera - și forma sa variantă "Keralaputas" - reprezintă descendența conducătoare și țara asociată cu acestea. 
Etimologia lui „Chera” este încă o chestiune de speculații considerabile în rândul istoricilor. O abordare sugerează că cuvântul este derivat din Cheral, o corupție a lui Charal care înseamnă „declinul unui munte” în tamilă , sugerând o legătură cu geografia muntoasă a Kerala. O altă teorie susține că „Cheralam” este derivat din „cher” (nisip) și „alam” (regiune), însemnând literal „pământul nămol”.  În afară de speculațiile menționate, o serie de alte teorii apar în studiile istorice. 
În sursele antice non-tamile, Cheras sunt menționate prin diferite nume. Cheras sunt denumite Kedalaputo (sanscrită: „Kerala Putra”) în edictele Pali ale împăratului Ashoka (secolul al III-lea î.Hr.).  În timp ce Pliniu cel Bătrân și Claudius Ptolemeu se referă la Cheras ca fiind Kaelobotros și , respectiv, Kerobottros , harta comercială greco-romană Periplus Maris Erythraei se referă la Cheras ca Keprobotras . Toate aceste nume greco-romane sunt evident corupții ale „Kedala Puto/Kerala Putra” primite probabil prin relațiile cu nordul Indiei . 
Termenul Cheralamdivu sau Cheran Tivu și cognații săi, adică „insula regilor Chera”, este un nume clasic tamil al Sri Lanka , care prinde rădăcini din termenul „Chera”. 

### Cărți
- Thapar, Romila (2004) [2002]. Early India: From the Origins to AD 1300. Berkeley: University of California Press. ISBN 9780520242258.
- Menon, A. Sreedhara (2007). A Survey of Kerala History (ed. 2007). Kerala, India: D C Books. ISBN 978-8126415786.
- Menon, A. Sreedhara (1967). A Survey of Kerala History (în engleză). Sahitya Pravarthaka Co-operative Society. OCLC 555508146.
- Menon, A. Sreedhara (4 martie 2011). Kerala History and its Makers (în engleză). D C Books. ISBN 978-81-264-3782-5.
- Kulke, Hermann; Rothermund, Dietmar (2004). A History of India (ed. Fourth). Routledge. ISBN 9780415329200.
- Karashima, Noboru (2014). A Concise History of South India: Issues and Interpretations (în engleză). Oxford University Press. ISBN 9780198099772.
- Zvelebil, Kamil (1975). Tamil Literature. BRILL. ISBN 978-90-04-04190-5.
- Zvelebil, Kamil (1973). The Smile of Murugan: On Tamil Literature of South India. Brill Academic Publishers. ISBN 978-90-04-03591-1.
- Zvelebil, Kamil (1992). Companion Studies to the History of Tamil Literature. E. J. Brill. ISBN 9004093656.
- Caldwell, Robert (1998) [1913]. A Comparative Grammar of the Dravidian or South-Indian Family of Languages (ed. 3rd). Asian Educational Services. ISBN 978-81-206-0117-8.
- Narayanan, M.G.S. (2013) [1972]. Perumals of Kerala: Brahmin Oligarchy and Ritual Monarchy. Thrissur: CosmoBooks. ISBN 9788188765072.
- Shulman, David (2016). Tamil: A Biography. Cambridge: The Belknap Press of Harvard University Press. ISBN 978-0-674-97465-4.
- Aiyar, K.G. Sesha (1937). Chera Kings of the Sangam Period. London: Luzac and Co.
- Majumdar, S. B. (2016). „Money Matters: Indigenous and Foreign Coins in the Malabar Coast”.  În K. S. Mathew. Imperial Rome, Indian Ocean Regions and Muziris: New Perspectives on Maritime Trade. Cambridge: Routledge.
- Sastri, K. A. Nilakanta (1955). A History of South India. Oxford University Press.
- Kanakasabhai, V. (1997) [1904]. The Tamils Eighteen Hundred Years Ago. Asian Educational Services. ISBN 978-81-206-0150-5.
- Keay, John (2001) [2000]. India: A History. Grove Press. ISBN 0-8021-3797-0.
- McLaughlin, Raoul (2010). Rome and the Distant East: Trade Routes to the Ancient Lands of Arabia, India and China. London: Continuum. ISBN 9781441162236.
- Slapak, Orpa, ed. (2003). The Jews of India: A Story of Three Communities. The Israel Museum, Jerusalem. ISBN 965-278-179-7.
- Pillai, Vaiyapuri (1956). History of Tamil Language and Literature: Beginning to 1000 AD. Madras: New Century Book House.
- Ramachandran, M. (1991). The Spring of the Indus Civilisation. Prasanna Pathippagam.

### Articole enciclopedice
- Thapar, Romila (2018). „India (History) - Southern Indian Kingdoms”. Encyclopedia Britannica (în engleză).
- Pletcher, Kenneth (2018). „Cera Dynasty”. Encyclopedia Britannica (în engleză).
- Tikkanen, Amy (2018). „Silappathikaram”. Encyclopedia Britannica (în engleză).
- Dalziel, N. R. (2016). „Pandyan Empire”.  În J. M. MacKenzie. The Wiley Blackwell Encyclopedia of Empire (în engleză). pp. 1–3. doi:10.1002/9781118455074.wbeoe416. ISBN 9781118455074.
- Edward Balfour, ed. (1871). „Muziris”. Cyclopaedia of India and of Eastern and Southern Asia (în engleză). II (ed. Second).
- P. Gregorios and R. G. Roberson, ed. (2008). „Muziris”. The Encyclopedia of Christianity (în engleză). 5. ISBN 9780802824172.

### Articole din reviste științifice
- Fawcett, F. (1901). „Notes on the Rock Carvings in the Edakal Caves, Wynaad”. The Indian Antiquary (în engleză). XXX: 409–421.
- Gurukkal, Rajan (2015). „Classical Indo-Roman Trade: A Misnomer in Political Economy”. Economic and Political Weekly (în engleză). 48 (26–27).
- Fischel, Walter J. (1967). „The Exploration of the Jewish Antiquities of Cochin on the Malabar Coast”. Journal of the American Oriental Society. 87 (3): 230–248. doi:10.2307/597717. JSTOR 597717.
- Ganesh, K. N. (2009). „Historical Geography of Natu in South India with Special Reference to Kerala”. Indian Historical Review (în engleză). 36 (1): 3–21. doi:10.1177/037698360903600102.
- Subbarayalu, Y. (2015). „Trade Guilds of South India up to the Tenth Century”. Studies in People's History (în engleză). 02 (1): 21–26. doi:10.1177/2348448915574403.
- Veluthat, Kesavan (2018). „History and Historiography in Constituting a Region: The Case of Kerala”. Studies in People's History (în engleză). 5 (1): 13–31. doi:10.1177/2348448918759852. ISSN 2348-4489.
- Gurukkal, Rajan (2002). „Did State Exist in the Pre-Pallavan Tamil Region?”. Proceedings of the Indian History Congress (în engleză). 63: 198–150. JSTOR 44158082.

### Articole din reviste
- Champakalakshmi, R. (2003). „A Magnum Opus on Tamil-Brahmi Inscriptions”. Frontline. The Hindu.
- „Digging up the Past”. Frontline. The Hindu. 2012.

### Rapoarte și articole de fond din ziare
- Subramanian, T. S. (9 februarie 2012). „Edakal Cave Yields One More Tamil-Brahmi Inscription”. The Hindu. ISSN 0971-751X.
- Subramanian, T. S. (28 ianuarie 2007). „Roman Connection in Tamil Nadu”. The Hindu.
- Sudhi, K. S. (30 aprilie 2004). „Copper Coins of Adi Chera Period Excavated”. The Hindu.
- Bhanj, J. D. (3 decembrie 2014). „Artefacts from the Lost Port of Muziris”. The Hindu.
- Nair, C. G. (3 mai 2009). „Pattanam Richest Indo-Roman Site on Indian Ocean Rim”. The Hindu.